# Paloma García-Pelayo
Paloma Ana García-Pelayo Hirschfeld (Madrid, 1963) es una escritora, periodista y colaboradora de programas de televisión, especializada en crónica social.

## Biografía
Hija de Álvaro García-Pelayo Gross y de Paloma Hirschfeld Cobián.
Comienza su carrera profesional en el Diario ABC en 1984 trabajando como reportera gráfica. Dos años más tarde se licencia en Periodismo por la Universidad Complutense de Madrid. En años sucesivos forja su carrera profesional sobre medios de comunicación escritos: Paris Match (1987), Cambio 16 (1988) y Marie Claire (1988).
En 1995 funda la Agencia de noticias Korpa Televisión junto a su entonces cuñada, la también periodista Ángela Portero. Desde 2017 es la directora de Look, la sección de crónica social del periódico digital Okdiario.
Desde finales de la década de 1990 ha sido un rostro habitual en televisión, colaborando en numerosos programas como colaboradora y comentarista de actualidad, tales como Día a Día (1997-2004),  El programa de Ana Rosa (2005-2023), Enemigos íntimos (2010-2011) o Deluxe (2015-2023).
Autora, junto a Angela Portero, de los libros ¿Tú serás mi reina? (2003) sobre Letizia Ortiz y Leonor, la princesa inesperada (2005), sobre Leonor de Borbón.
En junio de 2023 abandona Mediaset España y por consiguiente los programas  El programa de Ana Rosa, Deluxe y Fiesta, tras fichar por Atresmedia y Antena 3.

## Trayectoria en televisión
| Año             | Título                                                              | Cadena     | Notas        |
| --------------- | ------------------------------------------------------------------- | ---------- | ------------ |
| 1997 – 2004     | Día a día                                                           | Telecinco  | Colaboradora |
| 2003 – 2004     | Sabor a ti                                                          | Antena 3   | Colaboradora |
| 2005            | Channel nº 4                                                        | Cuatro     | Colaboradora |
| 2005 – 2023     | El programa de Ana Rosa                                             | Telecinco  | Colaboradora |
| 2005 – 2006     | Salsa rosa                                                          | Telecinco  | Colaboradora |
| 2005 – 2007     | TNT                                                                 | Telecinco  | Colaboradora |
| 2006 – 2007     | Sábado Dolce Vita                                                   | Telecinco  | Colaboradora |
| 2007 – 2011     | La noria                                                            | Telecinco  | Colaboradora |
| 2010 – 2011     | Enemigos íntimos                                                    | Telecinco  | Colaboradora |
| 2011 – 2012     | Materia reservada                                                   | Telecinco  | Colaboradora |
| 2013            | Abre los ojos y mira                                                | Telecinco  | Colaboradora |
| 2015 – 2023     | Deluxe                                                              | Telecinco  | Colaboradora |
| 2018            | Hechos reales                                                       | Telecinco  | Colaboradora |
| 2017 – 2018     | El debate de Las Campos                                             | Telecinco  | Colaboradora |
| 2017 – 2018     | Viva la vida                                                        | Telecinco  | Colaboradora |
| 2019            | Aquellos maravillosos años                                          | Telemadrid | Colaboradora |
| 2019 – 2020     | Huellas de elefante                                                 | Telemadrid | Colaboradora |
| 2020 – 2023     | Lazos de sangre                                                     | La 1       | Colaboradora |
| 2020            | Cantora: La herencia envenenada                                     | Telecinco  | Colaboradora |
| 2021            | Rocío, contar la verdad para seguir viva                            | Telecinco  | Colaboradora |
| 2021            | El último viaje de Rocío                                            | Telecinco  | Colaboradora |
| 2022            | Julián Muñoz: No es la hora de la venganza, es la hora de la verdad | Telecinco  | Colaboradora |
| 2022            | Maite Zaldívar: Maldita la hora                                     | Telecinco  | Colaboradora |
| 2022            | Montealto: Regreso a la casa                                        | Telecinco  | Colaboradora |
| 2022            | En el nombre de Rocío                                               | Telecinco  | Colaboradora |
| 2022            | Ya es verano                                                        | Telecinco  | Colaboradora |
| 2022            | Cristina de Borbón: Rota de amor                                    | Telecinco  | Colaboradora |
| 2023            | Fiesta                                                              | Telecinco  | Colaboradora |
| 2023 – presente | Y ahora Sonsoles                                                    | Antena 3   | Colaboradora |
| 2024            | YAS Verano                                                          | Antena 3   | Colaboradora |

## Obras
- ¿Tu serás mi reina?.
- Leonor, la princesa inesperada.